# Veyrier-du-Lac
Veyrier-du-Lac là một xã trong tỉnh Haute-Savoie thuộc vùng Auvergne-Rhône-Alpes đông nam Pháp.